# Distretto di Dobruš
Il distretto di Dobruš (in bielorusso Добрушскі раён?) è un distretto (raën) della Bielorussia appartenente alla regione di Homel'.